# Marquion
Marquion är en kommun i departementet Pas-de-Calais i regionen Hauts-de-France i norra Frankrike. Kommunen ligger i kantonen Marquion som tillhör arrondissementet Arras. År 2022 hade Marquion 1 016 invånare.

## Befolkningsutveckling
Antalet invånare i kommunen Marquion
| Referens: INSEE |